# Einkommensteuergesetz (Deutschland)
Im Einkommensteuergesetz der Bundesrepublik Deutschland wird die Besteuerung des Einkommens natürlicher Personen geregelt.

## Erhebungsform und Einkunftsarten
Die vom Steueraufkommen her wichtigste Erhebungsform der Einkommensteuer ist die Lohnsteuer. Andere Erhebungsformen sind das allgemeine Verfahren (Festsetzung durch Veranlagung, Erhebung durch Bescheid, notfalls Zwangsvollstreckung) und die Kapitalertragsteuer (inkl. des Zinsabschlags). Bei der Steuerpflicht unterscheidet man zwischen unbeschränkter und beschränkter Steuerpflicht. Natürliche Personen (§ 1 BGB), die ihren Wohnsitz (§ 8 Abgabenordnung) oder ihren gewöhnlichen Aufenthalt (§ 9 AO) im Inland haben, sind unbeschränkt mit ihrem Welteinkommen einkommensteuerpflichtig. Die sachliche Steuerpflicht erstreckt sich dabei auf die sieben Einkunftsarten nach § 2 Abs. 1 S. 1 Nr. 1 bis 7 EStG. Die jeweiligen Einkünfte sind:
| Einkunftsart                             | gesetzliche Grundlage |
| ---------------------------------------- | --------------------- |
| Einkünfte aus Land- und Forstwirtschaft  | §§ 13 bis 14a EStG    |
| Einkünfte aus Gewerbebetrieb             | §§ 15 bis 17 EStG     |
| Einkünfte aus selbständiger Arbeit       | § 18 EStG             |
| Einkünfte aus nichtselbständiger Arbeit  | §§ 19 und 19aEStG     |
| Einkünfte aus Kapitalvermögen            | § 20 EStG             |
| Einkünfte aus Vermietung und Verpachtung | § 21 EStG             |
| Sonstige Einkünfte                       | § 22 EStG             |

Auch für die Besteuerung von juristischen Personen (insbesondere Kapitalgesellschaften etc.) gilt das Einkommensteuergesetz. Jedoch sind in anderen Steuergesetzen, insbesondere im Körperschaftsteuergesetz, Spezialvorschriften enthalten, die Vorschriften des Einkommensteuergesetzes verdrängen können (Spezialitätsgrundsatz).

## Geschichte

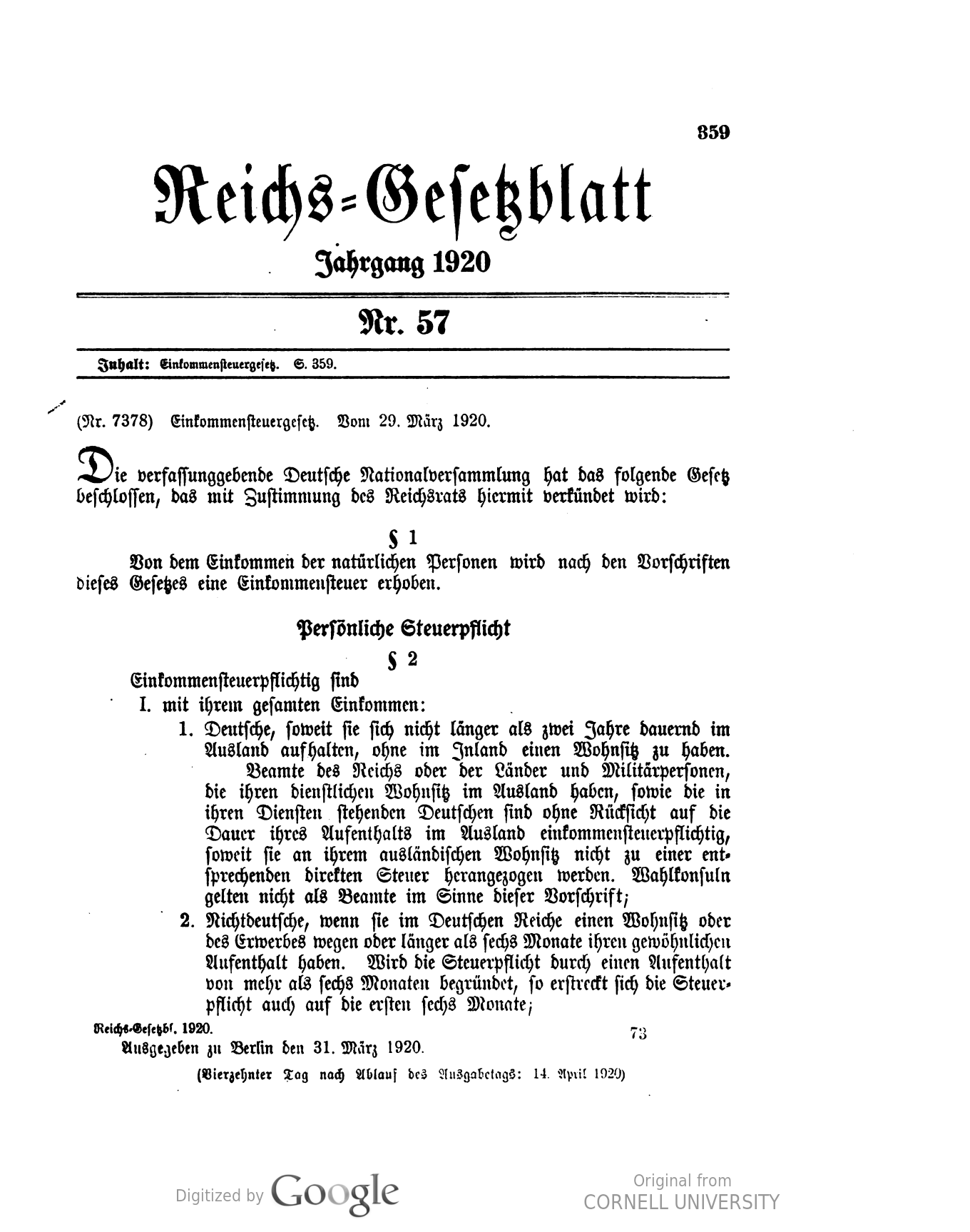
Einkommensteuergesetz. Vom 29. März 1920

Die ursprüngliche Fassung des Einkommensteuergesetzes wurde 1934 auf der Grundlage von Artikel 1 des Gesetzes zur Behebung der Not von Volk und Reich vom 24. März 1933 (Ermächtigungsgesetz), unter der dadurch legalisierten diktatorischen Ausschaltung des Parlaments in Fragen der Gesetzgebung, von der deutschen Reichsregierung beschlossen, von Reichskanzler Adolf Hitler unterzeichnet und ausgefertigt. Dabei greift das Gesetz in seinen wesentlichen Grundzügen auf die seit 1920 geltenden gesetzlichen Regelungen zurück.
Im Kontrollratsgesetz Nr. 12 vom 11. Februar 1946 wurde eine starke Anhebung des Steuertarifs beschlossen. Durch die folgende Währungsreform und mehrere Steuergesetze, die Tarifsenkungen bzw. Steuervergünstigungen vorsahen, wurde diese Anhebung des Tarifs jedoch teilweise wieder abgemildert.
Das EStG ist zuletzt durch Bekanntmachung vom 8. Oktober 2009 im Bundesgesetzblatt vom 13. Oktober 2009 (BGBl. I S. 3366,3862) auf Grund des § 51 Absatz 4 Nummer 2 des Einkommensteuergesetzes in der Fassung der Bekanntmachung vom 19. Oktober 2002 (BGBl. I S. 4210; 2003 I S. 179) in der seit dem 1. September 2009 geltenden Fassung neu bekannt gemacht worden.